# 史考特·葛瑞特
史考特·葛瑞特（Ernest Scott Garrett，1959年7月9日—），美國政治人物，新澤西州眾議員。

## 生平
於1981年從蒙特克萊爾州立大學獲得了藝術學士學位， 1984年從羅格斯大學法學院獲得政治學學士學位。
從1990年至2002年，他曾在紐澤西州眾議院代表第24屆立法區，它涵蓋了所有的薩塞克斯郡、莫里斯幾個直轄市和亨特頓縣。

## 政策
史考特·葛瑞特與總統喬治·布什政府幾次意見相左。
他還擔任自由核心小組成員，這是一群自由主義的國會議員集群。其他成員包括得克薩斯州羅恩·保羅，田納西州吉米·鄧肯，馬里蘭州羅斯科·巴特利特，北卡羅萊納州沃爾特·B·瓊斯，亞利桑那州傑夫·佛拉克。

## 資訊
- Congressman Scott Garrett（页面存档备份，存于） official U.S. House site
- Scott Garrett for Congress（页面存档备份，存于）
- Background and collected news at The Washington Post
- 美國國會國家人物傳記大辭典中的傳記
- 由華盛頓郵報維護的投票記錄
- 智慧投票计划中的傳記、投票紀錄及利益集團評級
- Congressional profile at GovTrack
- Congressional profile at OpenCongress
- Issue positions and quotes at On the Issues
- Financial information at OpenSecrets.org
- Staff salaries, trips and personal finance at LegiStorm.com
- 聯邦選舉委員會中的競選財務報告和數據
- Campaign contributions at the National Institute for Money in State Politics
- Appearances on C-SPAN programs
- 網路電影資料庫上的亮相頁面
- Profile at Ballotpedia